# George Nevinson
George Wilfred Nevinson (Wigan, 3 ottobre 1882 – Lancaster, 13 marzo 1963) è stato un pallanuotista britannico, vincitore di una medaglia d'oro alle olimpiadi di Londra 1908.